# Final Fantasy IX
Pour les articles homonymes, voir FF9.
Final Fantasy IX (ファイナルファンタジーIX, Fainaru Fantajī Nain) est un jeu vidéo de rôle développé par Square Co. sous la direction de Hiroyuki Itō constituant le neuvième opus de la série Final Fantasy. Il est publié en juillet 2000 au Japon, en novembre en Amérique du Nord puis en février 2001 en Europe et Australie. Après les épisodes VII et VIII, il s'agit du troisième et dernier jeu de la série à être distribué sur la PlayStation de Sony.
Le jeu met en scène les aventures de jeunes adolescents qui tentent d'arrêter une reine tyrannique et belliqueuse, puis un homme mystérieux qui, tourmenté par ses origines, est pris de folie et tente de détruire le monde. Sous une apparence de simplicité des personnages, le scénariste et producteur Hironobu Sakaguchi essaie de proposer une chronologie complexe, une réflexion sur la mort et le but de la vie, notamment avec le personnage de Bibi, qui fait office de narrateur lors de certaines séquences.
Le jeu est un succès tant critique que commercial, bien qu'avec 5,3 millions d'exemplaires écoulés, il se vend moins bien que ses deux prédécesseurs. Le jeu est construit en partie comme un hommage à la série, avec l'introduction de nombreuses références aux anciens épisodes, se positionnant comme une sorte de « retour aux sources », après la direction plus cyberpunk prise par les précédents jeux. Il constitue aussi le dernier opus sur lequel travaille activement le créateur de la série Hironobu Sakaguchi. 
Le jeu est porté en mai 2010 sur PlayStation Portable et PlayStation 3 et distribué via le PlayStation Network, puis en 2016 sur iOS, Android, Windows, en 2017 sur Playstation 4, et en 2019 sur Nintendo Switch et Xbox One.

## Trame

### Monde
Final Fantasy IX se déroule principalement dans un monde appelé Héra, divisé en quatre continents : le Continent de la Brume, qui comprend la majeure partie du territoire et de la population, le Continent Extérieur, un désert aride et infertile au Nord, le Continent Oublié, une large terre à l'Ouest où le soleil se couche, et le Continent Fermé, au Nord-Ouest, presque entièrement couvert de glace. Le continent de la Brume (appelé ainsi en raison de l'épaisse brume qui le recouvre) se divise en quatre royaumes : Alexandrie, Lindblum, Bloumécia et Clayra, chacun séparé des autres par de hautes montagnes. Le peuple de Clayra vit séparé du reste du monde, à l'abri d'un arbre géant et d'une tempête de sable invoquée par les anciens du village, alors que les autres peuples vivent dans de petits villages ou de grandes capitales. Au cours du jeu, les personnages se rendront aussi à Terra, un monde mourant où se repose un peuple mystique qui reste mystérieux, et à Mémoria, un monde où se matérialisent les souvenirs.
Héra est habité par plusieurs races douées d'intelligence et de parole. Si les humains constituent la majorité de la population, on trouve aussi plusieurs sortes d'animaux anthropomorphiques à Lindblum, une race de rat à apparence humaine à Bloumécia et Clayra, des nains à la Passe de Condéa sur le Continent Extérieur, les « Invokeurs » de Madahine-salee sur le Continent Nord qui ressemblent aux humains mais possèdent une petite corne sur le front, ou les Kwe, des créatures gourmandes vivant dans les marais de Kwe. Le scénario fait aussi intervenir plusieurs personnages créés artificiellement comme les mages noirs, des sortes de pantins sans âmes habillés d'une cape bleue et d'un large chapeau jaune, ou les « génomes », des clones conçus pour servir de réceptacles pour les âmes des habitants de Terra.

### Personnages
Final Fantasy IX propose de diriger un groupe de huit personnages qui se forme petit à petit au cours de l'aventure. Le héros du jeu est le jeune Djidane, membre d'un groupe de voleurs appelé Tantalas. C'est un adolescent charmeur et farceur en quête de ses origines. Le second personnage principal est Grenat, la jeune princesse d'Alexandrie, qui use de magie blanche pour soigner ses amis. Elle tombe amoureuse de Djidane au cours de l'histoire. Ils sont rejoints par plusieurs personnalités différentes : Bibi un jeune et timide mage noir, lui aussi en quête de ses origines, Steiner, chef de la garde du château d'Alexandrie, très loyal à Grenat, Freyja, une chevalier Dragon à la recherche de son amour disparu, Kweena, une guerrière Kwe en quête d'apprentissage de la cuisine, Eiko, une fillette « invokeur » orpheline, et Tarask, un mercenaire mystérieux et peu loquace, doué pour le combat au corps à corps. Lors de certains passages-clé du scénario, le jeu présente le monologue intérieur du tout jeune Bibi, qui tient alors en partie le rôle de narrateur. Il y développe avec un vocabulaire de garçonnet des réflexions sur la vie et les événements tragiques auxquels il assiste.
Dans un premier temps, le groupe s'oppose à Branet, la reine d'Alexandrie et mère adoptive de Grenat, qui nourrit d'inquiétantes ambitions de conquête pendant la première partie du jeu. Elle cherche à récupérer les chimères de sa fille, puis appelle ces créatures mythiques pour mettre à bas ses opposants. Par la suite, les aventuriers s'opposent à Kuja, un mystérieux garçon obsédé par le pouvoir. Ambitieux, narcissique et cruel, il sombre dans une folie destructrice lorsqu'il découvre ses origines et apprend que sa mort est proche. En effet, Kuja est un génome à la vie très courte créé par un dénommé Garland pour servir de réceptacle, mais il est une ébauche qui a servi à créer Djidane, lui aussi génome, mais à la vie beaucoup plus longue.

### Scénario
Final Fantasy IX débute lors des festivités données à l'occasion du seizième anniversaire de la princesse Grenat d'Alexandrie. Djidane et le groupe des Tantalas veulent en profiter pour enlever la jeune fille sous les ordres de leur mystérieux commanditaire. Mais la princesse fait une fugue et rejoint d'elle-même les Tantalas pour chercher conseil auprès du régent Cid de Lindblum, qui est également son oncle, à propos du comportement inquiétant de sa mère. Durant la fuite, l'aéronef du groupe est endommagé par les forces royales et s'écrase dans la Forêt Maudite. Djidane quitte les Tantalas pour sauver Grenat, enlevée par un monstre de la forêt, avec l'aide de Steiner et de Bibi qui avaient fini par s'embarquer sur le vaisseau dans la tourmente. Après le sauvetage de la princesse, le petit groupe arrive au village de Dali où ils découvrent une fabrique de mages noirs, tous semblables à Bibi, créés à partir de la Brume, brouillard étrange à partir duquel proviennent de nombreux monstres et donnant son nom au Continent de la Brume. Pourchassé par trois de ces sorciers nommés Valseur 1, Valseur 2 et Valseur 3, envoyés par la reine qui veut récupérer Grenat, le groupe parvient à s'emparer d'un « aérocargo », celui-là même censé transporter les mages à Alexandrie, et fuit vers Lindblum.
Grenat rencontre alors le régent Cid qui lui dit qu'il sent une guerre se préparer de la part du royaume d'Alexandrie et lui apprend que c'est lui qui a commandité son enlèvement par les Tantalas, pour la protéger de Branet. Djidane retrouve Freyja, une ancienne connaissance et tous deux, avec Bibi, s'inscrivent au tournoi de la Fête de la Chasse, et le gagnent. Alors qu'ils apprennent qu'Alexandrie a envahi Bloumécia, cité native de Freyja, Grenat veut repartir chez elle pour raisonner sa mère. Mais Djidane refuse le plan et Grenat drogue les assiettes de ses amis pour pouvoir fuir avec Steiner. À leur réveil, les compagnons se rendent à Bloumécia pour y apporter leur aide, mais y découvrent la reine Branet en pleine conversation avec un jeune homme. Ils sont ensuite battus par Beate, la générale des forces d'Alexandrie. De leur côté, Grenat et Steiner arrivent à Alexandrie mais sont capturés par Pile et Face, les deux bouffons de la reine Branet, qui extirpent de la princesse ses chimères, des monstres mythiques destructeurs qu'elle est capable d'invoquer. Sorti de Bloumécia, le groupe va porter secours à la population, réfugiée à Clayra, mais perd de nouveau face à Beate. Cependant, il parvient à utiliser un système de téléportation lié aux mages noirs, envoyés en guerre par la reine, et les compagnons se retrouvent dans l'aéronef de celle-ci. Branet utilise la chimère Odin pour détruire le refuge et par-là même démontrer sa puissance à Cid, l'invitant à se rendre lors de la future attaque de Lindblum. Apprenant que Grenat est retenue prisonnière à Alexandrie, Djidane, Feyja et Bibi y retournent, retrouvent Steiner et délivrent la princesse, désormais ensorcelée et vidée de ses chimères. Prenant la fuite, les compagnons sont de nouveau stoppés par Beate, mais celle-ci leur porte assistance, prenant conscience de la folie de sa reine. Les héros évitent les pièges de Pile et Face et parviennent à s'échapper via un antique système de Gorgones, insectes gigantesques apprivoisés pour déplacer des nacelles.
Près de Lindblum, ils assistent impuissants à l'attaque de la cité par la chimère Atomos, sous l'impulsion de Branet. Cid leur parle alors de Kuja, un mystérieux garçon qui fournit ses armes à Alexandrie, celui-là même que le groupe a surpris à Bloumécia avec Branet. Le groupe décide alors de se diriger vers le repaire de Kuja dans le continent extérieur. En chemin, ils rencontrent Kweena au marais Kwe qui se joint au groupe. Après avoir traversé un village caché créé par des mages noirs libérés du contrôle de Kuja, ils viennent en aide à la toute jeune Eiko, survivante de la race des « Invokeurs ». Au village abandonné de Madahine-salee, ils rencontrent Tarask, un mystérieux mercenaire. Après différentes péripéties, ces deux personnages rejoignent le groupe et Grenat comprend qu'elle fait elle aussi partie des derniers « Invokeurs ». Suivant la trace de Kuja, ils arrivent au gigantesque arbre magique Ifa, qui répand aux alentours la Brume, mais également dans le continent de la Brume via ses gigantesques racines. Ils apprennent que Kuja se sert de ce pouvoir pour créer ses mages noirs, et ils se rendent au cœur de l'arbre pour y détruire la source de la « Brume ». Après être sorti des profondeurs de l'Ifa, le groupe surprend Branet qui invoque Bahamut pour tuer Kuja et ainsi rester sans opposition sérieuse potentielle. Mais Kuja utilise son vaisseau magique, l'Invincible, et prend le contrôle de la chimère, qui se retourne alors contre Branet. Bahamut détruit toute la flotte d'Alexandrie et tue la reine.
De retour à Alexandrie, Grenat est donc couronnée reine. Peu après, Kuja attaque la cité avec Bahamut. Grenat et Eiko parviennent à invoquer Alexandre, la légendaire chimère gardienne d'Alexandrie, qui protège le château et détruit Bahamut. Kuja essaye de prendre le contrôle d'Alexandre grâce à l'Invincible, mais un vieil homme mystérieux appelé Garland l'en empêche en détruisant Alexandre et une partie d'Alexandrie au passage. Puis, bien décidé à mettre fin aux actions de Kuja, le groupe choisit de se rendre dans son palais, situé en plein désert. Kuja découvre alors les pouvoirs d'Eiko et s'intéresse à ses chimères. Kuja tente alors d'extraire les chimères d'Eiko, mais sa compagne Moug utilise la Transe et se révèle être la chimère Marthym pour protéger la fillette. Découvrant le pouvoir de la Transe, Kuja s'en va pour essayer de trouver et tuer Garland. Les compagnons secourent Eiko et retrouvent Hildegarde, fiancée de Cid, qui leur construit un nouvel aéronef.
Avec l'aide de la régente Hildegarde à qui Kuja s'est dévoilé dans un excès de vanité, les héros poursuivent Kuja jusqu'à son monde d'origine, Terra, en ouvrant un portail dimensionnel. Dans la ville de Branval, ils apprennent par Mikoto, une jeune fille ressemblant étrangement à Djidane, que les habitants de Terra ont créé Garland pour réaliser le transfert de Terra vers Héra, car leur monde est en train de mourir. Pour cela, Garland crée des « génomes », des clones sans âme qui serviront de réceptacles pour le transport des habitants de Terra. L'arbre géant Ifa, la Brume, la destruction des chimères (et des Invokeurs) ainsi que les véritables origines de Kuja et de Djidane sont des composantes du plan de Garland. Outrés par ces révélations, Djidane et ses compagnons tentent d'abattre Garland, mais Kuja arrive et affronte Garland puis Djidane. Il gagne en utilisant la Transe. Il est ivre de sa victoire contre son créateur, mais Garland lui apprend qu'il le considère comme une expérience ratée et que son temps de vie touche à sa fin. Dans une haine immense et un refus d'admettre que le monde puisse le voir mourir, Kuja commence à détruire Terra. Le groupe s'enfuit vers Héra, grâce à l'Invincible, en secourant les clones.
De retour sur Héra, les héros découvrent que la Brume est réapparue et recouvre maintenant toute la planète par l'excroissance des racines de l'Ifa. Aidés par les forces aériennes de Bloumécia, Lindblum et Alexandrie, ils parviennent à rejoindre l'Ifa, où se trouve maintenant un étrange portail par lequel arrivent des dragons de Brume. L'Invincible parvient à entrer dans le portail, transportant tout le groupe dans une dimension représentant l'existence même de Héra : Mémoria, le monde du souvenir dans lequel se concentre absolument tout ce qui a été vécu par chaque être de Héra. Guidés par l'esprit de Garland, ils parviennent devant l'image d'une gigantesque boule en fusion. Garland leur explique alors qu'il s'agit de Héra à sa création. Il expose en quoi l'apparition de cette planète entièrement vierge fut une félicité pour Terra et son peuple mourant. Mais quelque chose interrompit le plan : l'apparition soudaine d'un gigantesque Cristal qui apporta la vie sur l'ensemble de Héra. Garland est alors sûr que, dans sa rage, Kuja a pris la décision de détruire ce cristal, reposant dans le monde du Cristal, au point le plus profond de Mémoria. Il fait alors la demande sincère à Djidane de détruire Kuja qui, après avoir anéanti toute celle de Terra, menace la vie de Héra. Une fois devant leur ennemi, les héros le battent, mais avant de mourir, Kuja détruit le Cristal, entrainant l'apparition de Darkness, une entité symbolisant la destruction de la vie. Celui-ci présente alors la futilité de vouloir se battre pour sa survie contre une mort inévitable, d'autant plus que la fusion entre Héra et Terra est en marche, ce qui produira une planète dénuée de vie après la folie meurtrière de Kuja sur Terra. Poussés par une volonté hors du commun, les héros parviennent à abattre Darkness pour pouvoir vivre et sont rapatriés (et sauvés) sur Héra par Kuja, qui utilise ses dernières forces. À la mort de Darkness, qui précise qu'il existera éternellement au même titre que la peur de la mort, Mémoria s'effondre et l'Ifa s'emballe, mais Djidane retourne dans celui-ci pour tenter de sauver Kuja. Dans une dernière parole de rédemption, Kuja meurt et l'Ifa s'abat sur Djidane. Bibi, lui aussi arrivé au terme de sa courte vie, meurt après un monologue poignant dans lequel il tente de rendre compte de ce qu'il a appris durant son existence.
Dans l'épilogue quelque temps après, Alexandrie fête le dix-septième anniversaire de la reine Grenat. Les anciens héros sont venus pour l'occasion : Steiner qui s'est rapproché de Beate, Eiko qui a trouvé une famille adoptive, Freyja et son mari, plusieurs petits mages noirs ressemblant à Bibi qui sont présentés comme ses fils, Kweena qui fait la cuisine, et Tarask avec son amie et partenaire. Comme l'année précédente, Grenat assiste à la représentation de la même pièce de théâtre. Mais alors que tout le monde le croyait mort, Djidane réapparaît en tant que comédien sur la scène avant que Grenat le rejoigne et l'enlace.
Cet enlacement fait écho à l'animation présente à la fin du générique de fin montrant les deux planètes Hera et Terra entrer en collision et fusionnant. Cette fusion des deux mondes serait en fait symbolisée par le rapprochement entre Djidane et Grenat, chacun venant respectivement d'un des deux mondes.

## Système de jeu

### Un RPG
Le gameplay de Final Fantasy IX est un standard aux jeux de rôle pour console[pas clair]. Les personnages joueurs se battent pour amasser des points d'expérience, ce qui leur permet d'augmenter leur niveau et par conséquent, leur force, leur vitesse, leur défense, et autres capacités, qui sont toutes décrites numériquement pour chaque personnage. Chaque personnage dans Final Fantasy IX a des compétences de combat qui lui sont uniques et qui ne peuvent être obtenues que par lui : Djidane peut voler des objets aux ennemis, Freyja peut sauter et attaquer en descente avec une javeline, Kweena peut manger un ennemi affaibli et apprendre une de ses attaques si possible, et ainsi de suite. De nouvelles compétences, de combat et de soutien, sont apprises en équipant des armes et armures, chacune contenant différents ensembles de compétences à apprendre et dont certaines sont communes à plus d'un personnage. Chaque compétence requiert un certain nombre de CP (points de capacité) : quand le personnage en a acquis suffisamment (en se battant), il apprend la compétence de manière permanente ; sans le nombre suffisant de CP, la compétence ne peut être utilisée que lorsque l'arme ou armure en question est équipée. Les compétences de combat sont automatiquement utilisables quand la bonne arme ou armure est équipée ou lorsqu'elle est apprise, mais les compétences de soutien nécessitent des magikolithes qui sont disponibles en quantité limitée (qui augmente avec le niveau du personnage). Chaque compétence de soutien requiert un certain nombre de magikolithes pour être activée.
La Mog-poste est un système de poste fictif utilisé par les Mogs. Comme le joueur progresse, il trouvera des Mogs à travers la planète principale du jeu. Quand le joueur parle à un Mog, il accède au menu Mog-sauvegarde qui lui permet presque toujours de sauvegarder sa partie, d'utiliser une tente pour régénérer ses HP et MP, et parfois d'acheter des objets. Certains Mogs peuvent aussi demander au personnage joueur de servir de facteur en délivrant une lettre à un autre Mog à l'aide de Mog-poste. Certains Mogs donneront une lettre provenant d'un autre personnage du jeu, mais cela arrive moins fréquemment.

### Combats
Le système de bataille de Final Fantasy IX est différent en plusieurs façons de ses prédécesseurs sur PlayStation, Final Fantasy VII et Final Fantasy VIII. Quelques changements apportés au système de bataille incluent :
- Une équipe de bataille de quatre personnages. Les équipes de bataille dans Final Fantasy VII et Final Fantasy VIII ne contenaient jamais plus de trois personnages. Final Fantasy IX, cependant, retourne à la valeur utilisée dans les installations pré-PlayStation, et permet à quatre personnages au plus de participer à une bataille.
- Un système de Transe. Ce système est similaire au système de Limit Break de Final Fantasy VII et VIII. À chaque fois qu'un personnage reçoit des dommages provenant de l'ennemi durant une bataille, sa jauge de Transe se remplit en fonction de la valeur des dommages reçus. Quand la jauge est remplie, le personnage entre en Transe, ce qui veut dire que ses capacités augmentent et que, dans certains cas, il a accès à de nouvelles compétences. Cependant, il y a des différences entre la Transe et le Limit Break : 
  - La jauge de Transe se remplit au fil des coups reçus en combat comme dans Final Fantasy VII, tandis que le Limit Break de Final Fantasy VIII s'active directement avec une probabilité d'autant plus grande que la vie du personnage est basse, ou en utilisant le sort Aura.
  - La commande Attaquer n'est pas remplacée par autre chose (bien que restant accessible), au lieu de cela, une des compétences uniques du personnage est remplacée par une version « améliorée ». Par exemple, la compétence MgNoire (abréviation de magie noire) de Bibi est remplacée par MgNoire+, ce qui lui permet d'utiliser deux magies en un tour.
  - Chaque personnage entre automatiquement en Transe lorsque la jauge est remplie alors que le Limit Break offre la possibilité de choisir entre continuer à attaquer normalement ou commencer à utiliser les commandes de transe.
  - Aussitôt la jauge de Transe remplie, elle s'utilise automatiquement et ne dure que pour cette seule bataille, tandis que la barre de Limit Break ne se vide que lorsque le choix est fait de l'utiliser, peu importe le nombre de batailles auxquelles le personnage participe avant d'utiliser le Limit Break (dans Final Fantasy VII).
  - Chaque fois qu'un personnage accomplit une action alors qu'il est en Transe, la jauge de Transe se vide en fonction de la puissance de l'action accomplie, contrairement aux Limit Break qui ne peuvent être utilisés qu'une seule fois.
- Magie à plusieurs cibles. La majorité des magies peuvent être dirigées vers plusieurs ennemis ou personnages. Il y a aussi certaines magies qui ne peuvent se diriger que vers un seul ennemi ou personnage alors que d'autres ne peuvent être dirigées que sur l'ensemble des ennemis ou personnages.
- Magie chimérique. Les Chimères (nom donné aux créatures pouvant être invoquées dans ce Final Fantasy) sont séparées en deux catégories : la magie blanche et la magie noire, et ne peuvent être invoquées que par Grenat/Dagga et Eiko, utilisatrices de magie blanche. Chaque Chimère a deux animations d'attaque, une version complète et une version courte. La version complète signifie que l'attaque est à pleine puissance alors que la version courte signifie que la puissance de l'attaque est réduite. La première fois qu'une Chimère est invoquée, elle accomplit toujours l'attaque la plus puissante, la deuxième fois ainsi que le reste du temps, l'attaque accomplie est choisie au hasard entre la version complète et la version courte, plus souvent courte. Sauf si la compétence Turbo est activée sur le personnage en question, auquel cas c'est toujours la version longue.
- Presque multijoueur. Dans le menu Configuration, le joueur peut régler les options de la manette pour qu'une seconde manette puisse contrôler les deuxième, troisième et/ou quatrième personnages durant les batailles.

## Développement

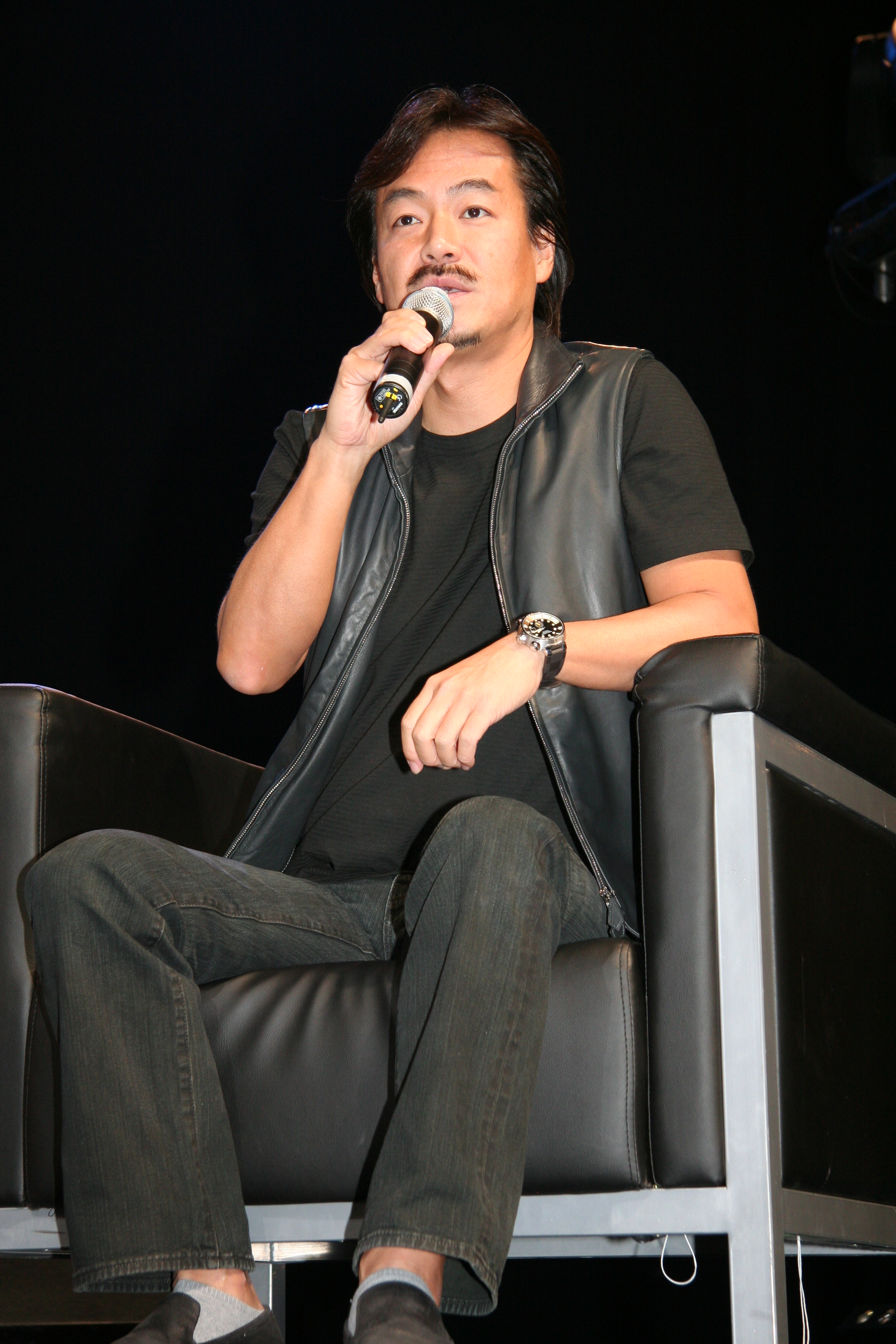
Hironobu Sakaguchi produit et supervise le projet.

### Genèse
Le créateur de la série, Hironobu Sakaguchi, est à l'origine du projet, il imagine l'idée originale puis prend en charge la production du jeu. Alors que l'équipe de Yoshinori Kitase qui a créé les épisodes VI et VII travaille encore sur Final Fantasy VIII, Sakaguchi confie le projet à une autre équipe de développement, sous la direction de Hiroyuki Itō. Sakaguchi, qui est à ce moment président de Square USA et prépare la réalisation du film Final Fantasy : les Créatures de l'esprit fait appel à plusieurs professionnels du cinéma travaillant à Hollywood pour la conception de ces deux projets. L'équipe japonaise et les créateurs californiens se réunissent alors dans les studios de Square à Hawaï pour créer le nouveau jeu, l'endroit constituant un bon compromis pour des créateurs venant d'horizons très éloignés.
Avec ce neuvième et dernier volet sur PlayStation, Sakaguchi souhaite revenir aux origines de la saga et proposer une réflexion sur la série, en mettant en scène un univers de type médiéval-fantastique, en réaction aux deux épisodes précédents qui se déroulaient dans un monde futuriste. Ce changement de direction est influencé par les demandes des fans de longue date et la volonté de plusieurs développeurs.

### Création
En raison du changement d'équipe, plusieurs créateurs importants de la série ne participent pas à la réalisation de cet épisode, néanmoins certains autres sont tout de même appelés sur le projet, comme Nobuo Uematsu, le compositeur vedette de la série, très populaire au Japon. Kazuhiko Aoki écrit le scénario et dirige le déroulement des évènements dans le jeu. Il s'efforce de proposer un scénario qui soit simple à appréhender pour les joueurs plus jeunes tout en incorporant le message que souhaite faire passer Sakaguchi. Hideo Minaba prend en charge la direction artistique et conçoit un monde médiéval fantastique fortement teinté de merveilleux. Shin Nagasawa, Toshiuyki Itahana et Shukou Murase créent des personnages souvent très jeunes dans l'esprit du projet, comme une belle princesse pleine de bonté (Grenat), un voleur au grand cœur (Djidane), un loyal chevalier (Steiner) ou une reine tyrannique (Branet).
En revenant aux racines de la série, Sakaguchi et Itō décident de faire du jeu un épisode sous forme d'hommage à la saga en y incorporant de nombreuses références aux anciens opus, les plus évidentes étant l'apparence des mages noirs (et donc du personnage de Bibi) reprise du premier Final Fantasy ou le retour des cristaux au cœur du scénario. Sakaguchi souhaite proposer une réflexion sur le sens de la vie et de la mort, qui se traduit bien dans le scénario d'Aoki, en particulier dans les dernières heures du jeu, qui mettent en scène des situations expressives : la folie de Kuja lorsqu'il apprend que sa mort est proche, qui contraste avec l'attitude de Bibi qui lui aussi sentant que sa vie arrive à son terme prend les choses avec philosophie malgré son jeune âge en y voyant une occasion de faire un bilan de ce qu'il a vécu. Ce message est transmis aussi lors de l'épilogue dans lequel les héros, après avoir triomphé de toutes leurs difficultés, retrouvent leurs proches ou atteignent leurs objectifs ainsi que dans la dernière parole de conclusion (voir plus haut). À ce propos, l'équipe modifie la fin du jeu à plusieurs reprises avant d'arriver à un résultat qui la satisfasse. Les créateurs travaillent particulièrement sur le déroulement des évènements pour s'efforcer de rendre l'intrigue accessible et développer l'histoire des personnages, ce qui aboutit à la création du système Active Time Event. Ils mettent aussi l'accent sur le personnage de Bibi qui, via un monologue intérieur, fait office de narrateur lors de certains passages-clés du jeu.
Sakaguchi commente quelque temps avant la sortie « il s'agit de l'épisode le plus proche de la vision que je me fais de ce que devrait être Final Fantasy. »

### Musique

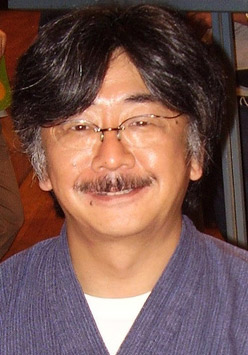
Nobuo Uematsu.

La musique de Final Fantasy IX est composée par Nobuo Uematsu, le compositeur vétéran de la série, qui réalise ici sa dernière bande-son intégrale pour la saga. Dans les premières phases du développement, Itō lui demande : « Ce serait bien que tu composes les morceaux pour les huit personnages, une musique de combat exaltante, un morceau sombre et inquiétant et une dizaine d'autres musiques environ. » Mais Uematsu va s'investir beaucoup dans le projet, il passe près d'un an à composer et produire environ 160 morceaux dont 140 apparaissent dans la version définitive du jeu,.
Comme pour ses compositions antérieures, Nobuo Uematsu utilise un synthétiseur pour réaliser ses mélodies. Il commente : « Je crée une musique qui correspond aux évènements dans le jeu, mais parfois le planificateur des évènements Kazuhiko Aoki modifie légèrement une séquence pour qu'elle s'accorde avec les mélodies que j'ai déjà écrites. » Uematsu estime que les atmosphères de Final Fantasy VII et Final Fantasy VIII étaient teintées de réalisme, mais sent que Final Fantasy IX se tourne plus vers la fantasy et le merveilleux, il commente alors : « un morceau sérieux peut convenir aussi bien qu'un morceau décalé et amusant ». Il se tourne vers la musique médiévale (européenne) pour réaliser sa composition. Il prend un congé et voyage en Europe pour trouver des inspirations. Mais la bande-son n'est pas entièrement influencée par le style médiéval, Uematsu pense que « ce serait perturbant » et « un peu ennuyeux »; il cherche à obtenir des compositions « simples et chaleureuses » et choisit d'utiliser des instruments peu communs dans ses compositions comme le kazoo ou le dulcimer des Appalaches. En accord avec la volonté de Sakaguchi et Itō de faire un jeu-hommage, Uematsu reprend des morceaux provenant d'anciens épisodes de la saga. Il arrange et inclut « la vieille intro de la musique de combat », le thème du volcan tiré du premier épisode, le morceau Pandemonium de Final Fantasy II, ou Rufus’ Welcoming Ceremony de Final Fantasy VII,. Uematsu a déclaré à plusieurs reprises que son travail sur Final Fantasy IX reste son préféré dans la saga,.

## Accueil

### Critiques
Final Fantasy IX, bien qu'il ait été un meilleur vendeur lors de sa sortie, est le Final Fantasy de la série principale s'étant le moins bien vendu depuis le développement de la série sur PlayStation.
Final Fantasy IX a été perçu comme une tentative de retourner aux racines fantasy de la série, alors que les deux précédents opus sur PlayStation contenaient beaucoup d'éléments de science-fiction et qu'ils étaient plus sombres que les premiers Final Fantasy.
Le jeu est revenu au style super déformé, s'opposant au design plus réaliste du dernier jeu ; il était aussi plus coloré que Final Fantasy VII. Le jeu a ré-introduit plusieurs personnages joueurs non humains tel que Bibi, Freyja et Kweena alors que Final Fantasy VIII comportait des personnages entièrement humains ou d'apparence entièrement humaine.
Parmi les admirateurs de longue date de la série, Final Fantasy IX a été perçu comme une grande divergence du reste de la série; bien que ce changement fut apprécié par beaucoup, il a aussi été critiqué.
Avec la sortie du guide stratégique, Square a tenté de promouvoir son nouveau service PlayOnline en sortant un guide stratégique rapide, sans trop de détails, contenant des liens vers le site web qui contenait plus d'information. Au Japon, il n'y avait pas du tout de guide stratégique et toute l'information était en ligne. Cela fut considéré comme une mauvaise démarche puisque les gens se procurent normalement un guide pour avoir des informations utiles et à portée de main pendant qu'ils jouent.
Certains autres problèmes, selon certains joueurs[Qui ?], étaient que le jeu utilisait trop de cinématiques ; le système Transe a certaines failles (voir système de jeu) ; et Tetra Master, un jeu de cartes inclus dans le jeu, était vu comme une version inférieure du Triple Triad de Final Fantasy VIII.

### Récompenses
Final Fantasy IX remporte le Prix Double Platinum aux PlayStation Awards 2001, synonyme de plus de 2 millions d'exemplaires vendus sur l'année. Il est classé premier dans les catégories Prix du public, Meilleur graphisme, Meilleur son et Meilleur scénario. Trois personnages sont classés dans la catégorie Meilleur personnage : Vivi (1), Djidane (2) et Garnet (4).

## Produits dérivés et réédition
Les musiques du jeu sont distribuées au Japon dans quatre albums. En 2000 sortent "Final Fantasy IX" Original Soundtrack qui contient 110 morceaux répartis sur 4 CD, soit la plupart des musiques du jeu, Final Fantasy IX: Uematsu's Best Selection qui propose une sélection de 33 morceaux, ainsi que Final Fantasy IX Original Soundtrack PLUS, une compilation de 42 morceaux non présents dans l'OST, dont huit n'ayant pas été inclus dans le jeu. En 2001 sort aussi le désormais traditionnel Piano Collections Final Fantasy IX, une sélection de 14 morceaux joués au piano. Comme pour les deux opus précédents, Final Fantasy IX met en avant une chanson J-pop, Melodies of Life. Elle est composée par Uematsu, mise en paroles par Hiroyuki Itō et chantée par Emiko Shiratori dans sa version originale.
À la suite des portages de Final Fantasy VII en avril 2009 et de Final Fantasy VIII en septembre 2009, Final Fantasy IX est lui aussi porté sur PlayStation 3 et PlayStation Portable via le système de distribution en ligne PlayStation Network en juin 2010.
Au début du printemps 2016 le jeu est réadapté pour PC via la plate-forme Steam.
En février 2019, le jeu est porté sur Nintendo Switch via le Nintendo eShop.